# Шабеј
Шабеј (фр. Chabeuil) насеље је и општина у источној Француској у региону Рона-Алпи, у департману Дром која припада префектури Валанс.
По подацима из 2011. године у општини је живело 6735 становника, а густина насељености је износила 163,99 становника/km². Општина се простире на површини од 41,07 km². Налази се на средњој надморској висини од 212 метара (максималној 381 m, а минималној 153 m).

## Демографија
| 1962. | 1968. | 1975. | 1982. | 1990. | 1999. | 2011. |
| ----- | ----- | ----- | ----- | ----- | ----- | ----- |
| 3.266 | 3.500 | 3.809 | 4.319 | 4.790 | 5.861 | 6.735 |

График промене броја становника у току последњих година